# John Dashwood-King (3e baronnet)
John Dashwood-King, 3e baronnet (4 août 1716 - 6 décembre 1793) est un gentilhomme campagnard anglais. Né John Dashwood, il adopte le nom de famille supplémentaire de King selon les termes du testament de son oncle, John King.

## Biographie

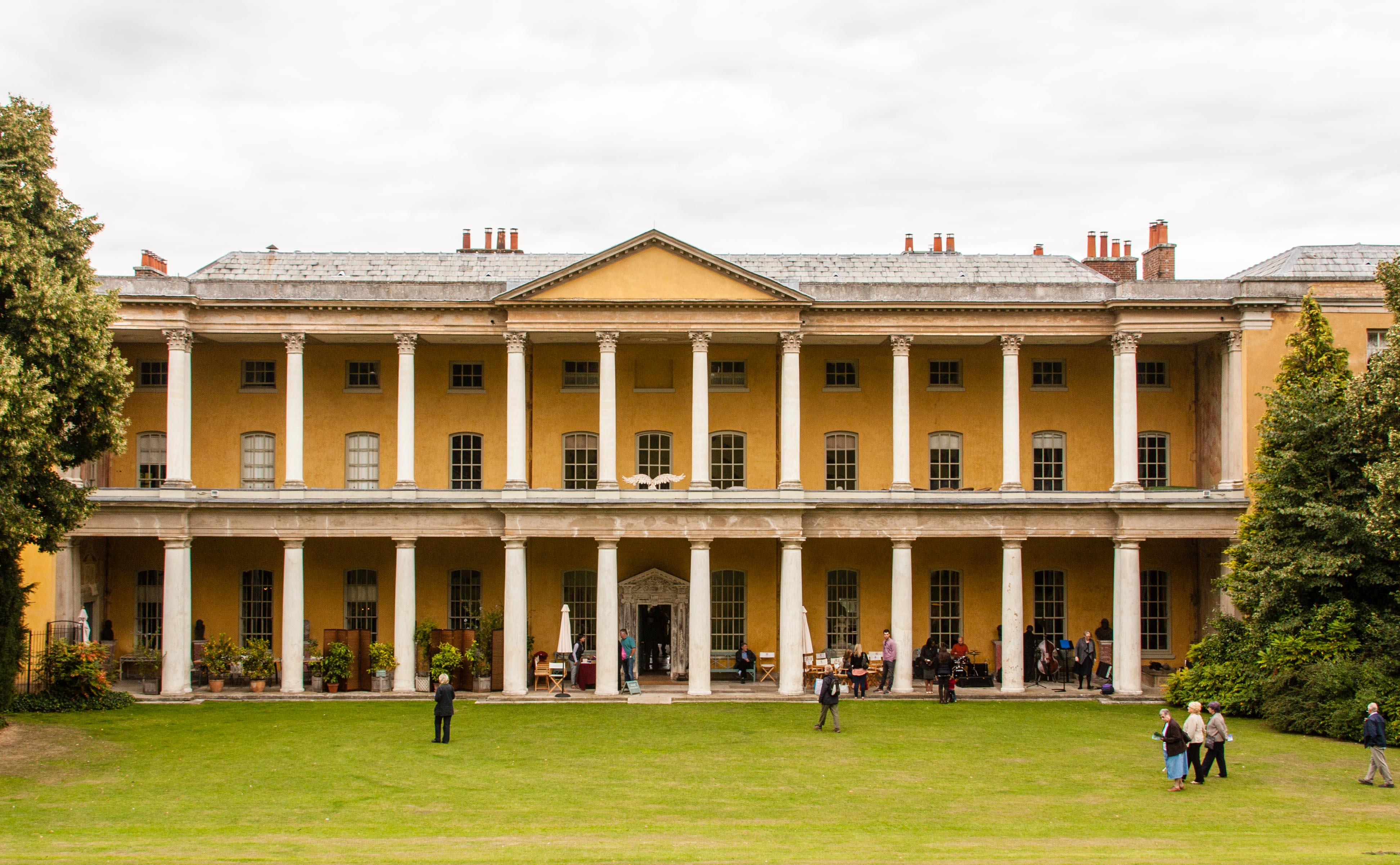
West Wycombe Park

Fils de Francis Dashwood (1er baronnet) et de sa troisième épouse, Mary King, il est le demi-frère du tristement célèbre Francis Dashwood (11e baron le Despencer). Il est membre du Hellfire Club que son frère a fondé.
Ses principaux intérêts résident dans ses terres du Pays de Galles et du Lincolnshire qu'il a héritées de ses oncles maternels. De 1753 à 1761, il est député de l'arrondissement de poche de Bishop's Castle, contrôlé par son beau-frère John Walcott.
En 1761, il épouse Sarah Moore (décédée le 9 avril 1777), dont il a huit enfants, dont quatre lui survivent:
- Francis Dashwood-King, (décédé le 9 novembre 1779)
- John Dashwood-King (4e baronnet)
- William Dashwood-King (décédé le 24 juin 1773)
- George Dashwood-King (décédé le 22 juin 1801), épouse le 21 mars 1794 Elizabeth Callander de Craigforth
- Sarah Dashwood-King (décédée le 22 mars 1834), mariée le 2 décembre 1788 à John Walcott, fils de Charles Walcott, député.
- Elizabeth Dashwood-King (décédée en avril 1826), épouse le vice-amiral William Lechmere (en)
- Charles Dashwood-King (décédé le 6 novembre 1770)
- Mary Dashwood-King (décédée le 26 juillet 1774)

Il est haut shérif du Montgomeryshire en 1777. À la mort de son demi-frère en 1781, il hérite du titre de baronnet et de West Wycombe Park, mais n'y apporte aucun changement significatif avant sa mort en 1793.